# 埴輪の日
埴輪の日（はにわのひ）とは、古墳時代の埴輪を主題として地域の歴史や文化をPRする記念日で、8月20日と8月28日の2パターンがある。一般社団法人日本記念日協会により認定・登録されたものでは大阪府羽曳野市の企業が制定したものがあるが（後述）、それ以外にも地方自治体や歴史博物館等が独自に制定または設定したものがあり、表記も「ハニワの日」「はにわの日」などと一定しない。

## 概要
日付の由来は「ハニワ」にかけた語呂合わせである。8月20日とする場合は「ハ（8）・ニ（2）・輪（0）」、8月28日とする場合は「ハ（8）・ニ（2）・ワ（8）」である。
大阪府や千葉県、群馬県など、学史的あるいは一般的によく知られた巨大古墳群があり、かつ人物形象埴輪の出土例に富む地域が、まちおこしや歴史・文化の啓発活動の1つとして制定している。また通年的ではなく、ある年度のイベントに限って用いる一過的な言葉として設定している場合もある。

## 事例
「埴輪の日」を定めた地方自治体や企業、歴史博物館では、その日に合わせて埴輪や古墳に関連する歴史・考古学系イベント（埴輪作りや勾玉作り体験など）を行うことが多い。
- 国の史跡で、世界遺産でもある古市古墳群が広がる大阪府羽曳野市の大蔵印刷工業株式会社が運営する「河内こんだハニワの里 大蔵屋」は、8月28日を河内こんだ・埴輪の日に制定している。2020年（令和2年）8月時点で、一般社団法人日本記念日協会が認定・登録している唯一のものである[1][2]。

- 国の史跡で、世界遺産でもある百舌鳥古墳群が広がる大阪府堺市は、2019年（令和元年）の8月28日を「ハ・ニワの日」と呼び、同日付けで市の世界遺産PRキャラクター「埴輪課長」を「埴輪部長CHO（Chief Haniwa Officer）」に昇進させた[3][注 1]。

- 国の史跡今城塚古墳を含む三島野古墳群が広がる大阪府高槻市は、8月20日を「ハニワの日」として制定し、市の歴史と魅力をPRしている。2011年（平成23年）6月8日に認定された市のキャラクター「はにたん」は、今城塚出土の武装人物埴輪をモデルとしており、誕生日は8月20日である[5]。

- 500基以上の古墳が存在し、国の史跡芝山古墳群に近い[注 2]千葉県山武郡芝山町は、町立芝山古墳・はにわ博物館で「はにわの日」を8月28日に設定している[6]。2019年（令和元年）同日には博物館を入館無料と、勾玉作り体験等を行った（2020年（令和2年）は開催情報なし）[7]。

- 国の史跡綿貫観音山古墳などの大古墳群があり、埴輪 挂甲武人など著名な人物形象埴輪の出土で知られる群馬県高崎市の群馬県立歴史博物館は、2019年（令和元年）に8月20日・28日を両日とも「はにわの日」とし、記念イベントを行った[8]。